# Semussac
Semussac is een gemeente in het Franse departement Charente-Maritime (regio Nouvelle-Aquitaine). De plaats maakt deel uit van het arrondissement Saintes. Semussac telde op 1 januari 2022 2.532 inwoners.

## Geografie
De oppervlakte van Semussac bedroeg op 1 januari 2022 24,85 vierkante kilometer; de bevolkingsdichtheid was toen 101,9 inwoners per km².
{
De onderstaande kaart toont de ligging van Semussac met de belangrijkste infrastructuur en aangrenzende gemeenten.

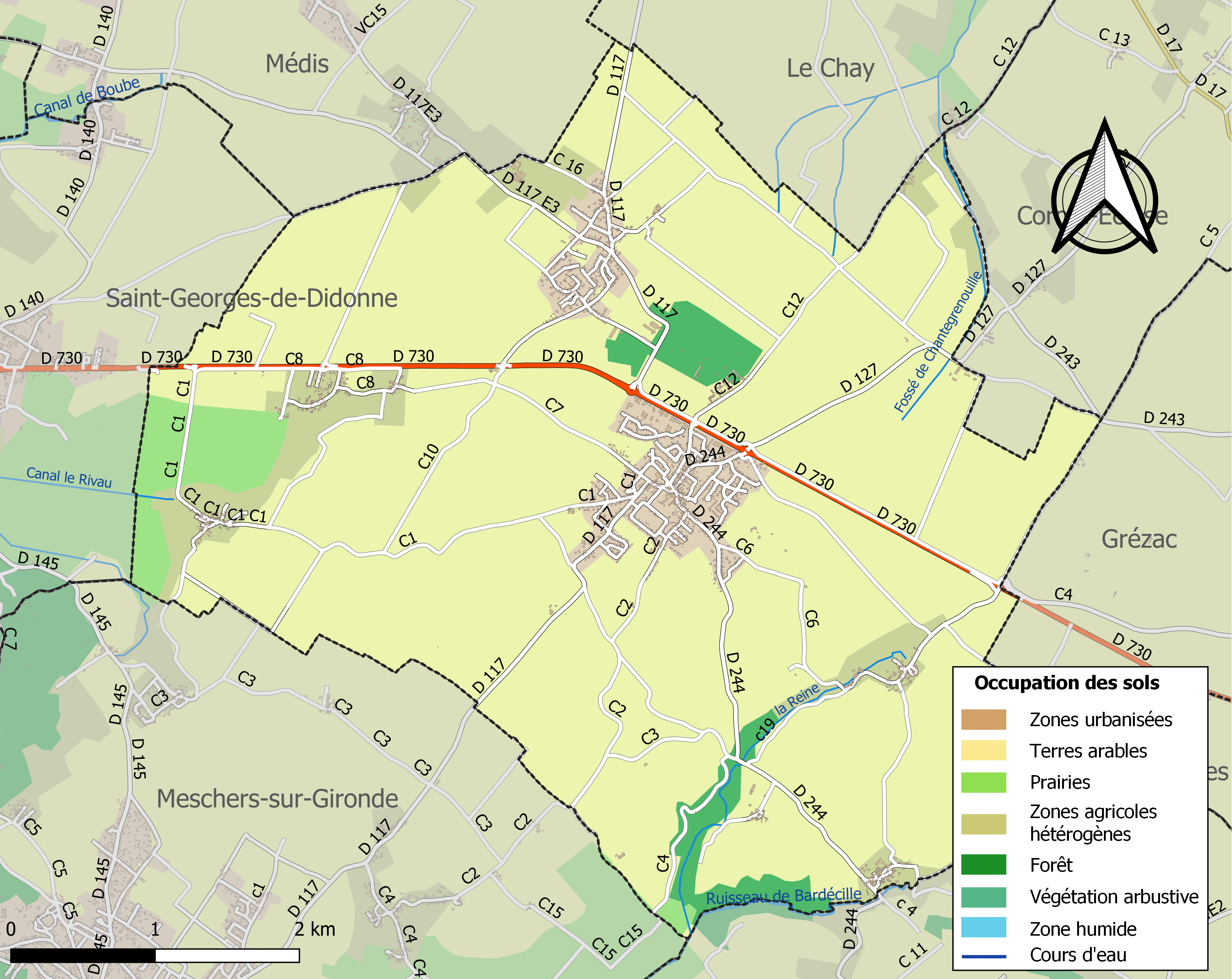

## Demografie
Onderstaande figuur toont het verloop van het inwonertal (bron: INSEE-tellingen).